# Reg Presley
Reginald Maurice Ball (12 de junio de 1941-4 de febrero de 2013), conocido profesionalmente como Reg Presley, fue un cantautor británico. Fue el cantante principal del grupo de rock and roll de la década de 1960 The Troggs, cuyos éxitos incluyeron "Wild Thing" (nº 1 en el Billboard Hot 100 del 30 de julio al 6 de agosto de 1966) y "With a Girl Like You" (nº 1 en la lista oficial de sencilloss del Reino Unido del 4 al 11 de agosto de 1966). Escribió la canción "Love Is All Around", que apareció en las películas Cuatro bodas y un funeral y Love Actually.

## Carrera
Presley, cuyo nombre artístico le fue dado en 1965 por el periodista y publicista del New Musical Express Keith Altham, nació en Andover, Hampshire. Se incorporó al oficio de la construcción al salir de la escuela y se convirtió en albañil.  Se mantuvo en esta ocupación hasta que "Wild Thing" alcanzó el top 10 de la UK Singles Chart en 1966. Llegó al número 2 en el Reino Unido y al número 1 en Estados Unidos, vendiendo cinco millones de copias.
Presley escribió los éxitos "With a Girl Like You", "I Can't Control Myself" y "Love Is All Around". La versión de Wet Wet Wet de 1994 de esta última canción se mantuvo en el número 1 de la UK Singles Chart durante quince semanas. Presley utilizó sus regalías de esa versión para financiar temas de investigación como nave espacial extraterres  tre, civilizaciones perdidas, alquimia y círculos en los cultivos, y expuso sus descubrimientos en el libro Wild Things They Don't Tell Us, publicado en octubre de 2002.

## Problemas de salud y fallecimiento
En diciembre de 2011, Presley fue hospitalizado en Winchester, Hampshire, con lo que se sospechaba que era un derrame cerebral. También sufría una neumonía y líquido alrededor del corazón. Presley había sufrido un gran derrame cerebral aproximadamente un año antes. Su esposa dijo que comenzó a sentirse mal mientras actuaba en Alemania el 3 de diciembre de 2011 y que había empeorado progresivamente. "Los médicos creen que ha tenido otro derrame cerebral. No está muy bien y no tengo ni idea de cuánto tiempo estará en el hospital", dijo. Al mes siguiente, Presley anunció que le habían diagnosticado un cáncer de pulmón, por lo que decidió retirarse de la industria musical. Poco más de un año después, el 4 de febrero de 2013, Presley falleció a causa de este cáncer y, según Altham, de "una sucesión de golpes recientes." Presley fue incinerado en el crematorio de Basingstoke, Hampshire.
El 31 de julio de 2016 se inauguró una placa azul en su memoria en Andover High Street, que marca el lugar donde The Troggs solían ensayar.

## Influencia y legado
La música de Presley ha influido en Iggy Pop y se ha ganado los elogios de Bob Dylan. El crítico de rock Lester Bangs llamó a The Troggs los "padrinos del punk" y comparó a Presley con Marcel Proust. Presley aparece como personaje en la novela de Steve Erickson These Dreams of You (2012).